# العلاقات الأنغولية الكرواتية
العلاقات الأنغولية الكرواتية هي العلاقات الثنائية التي تجمع بين أنغولا وكرواتيا.

## مقارنة بين البلدين
هذه مقارنة عامة ومرجعية للدولتين:
| وجه المقارنة                                              | أنغولا           | كرواتيا                                                  |
| --------------------------------------------------------- | ---------------- | -------------------------------------------------------- |
| المساحة (كم2)                                             | 1.25 مليون       | 56.59 ألف                                                |
| عدد السكان (نسمة)                                         | 29.78 مليون      | 4.11 مليون                                               |
| الكثافة السكانية (ن./كم²)                                 | 23.82            | 72.63                                                    |
| العاصمة                                                   | لواندا           | زغرب                                                     |
| اللغة الرسمية                                             | اللغة البرتغالية | اللغة الكرواتية                                          |
| العملة                                                    | كوانزا أنغولي    | كونا كرواتية                                             |
| الناتج المحلي الإجمالي (بليون دولار)                      | 124.21 مليار     | 54.85 مليار                                              |
| الناتج المحلي الإجمالي (تعادل القوة الشرائية) بليون دولار | 184.83 مليار     | 94.64 مليار                                              |
| الناتج المحلي الإجمالي الاسمي للفرد دولار أمريكي          | 4.10 ألف         | 11.54 ألف                                                |
| الناتج المحلي الإجمالي للفرد دولار أمريكي                 |                  | 21.64 ألف                                                |
| مؤشر التنمية البشرية                                      | 0.533            | 0.818                                                    |
| رمز المكالمات الدولي                                      | +244             | +385                                                     |
| رمز الإنترنت                                              | .ao              | .hr                                                      |
| المنطقة الزمنية                                           | ت ع م+01:00      | توقيت وسط أوروبا، ت ع م+01:00، ت ع م+02:00، أوروبا/زغرب ‏ |

## منظمات دولية مشتركة
يشترك البلدان في عضوية مجموعة من المنظمات الدولية، منها:
| علم المنظمة | اسم المنظمة                        | تاريخ انضمام أنغولا | تاريخ انضمام كرواتيا |
| ----------- | ---------------------------------- | ------------------- | -------------------- |
|             | الاتحاد الدولي للاتصالات           | 13 أكتوبر 1976      | 3 يونيو 1992         |
|             | منظمة حظر الأسلحة الكيميائية       | ?                   | ?                    |
|             | منظمة التجارة العالمية             | ?                   | ?                    |
|             | منظمة الشرطة الجنائية الدولية      | ?                   | ?                    |
|             | الأمم المتحدة                      | 1 ديسمبر 1976       | 22 مايو 1992         |
|             | يونسكو                             | 11 مارس 1977        | 1 يونيو 1992         |
|             | البنك الدولي للإنشاء والتعمير      | 19 سبتمبر 1989      | 25 فبراير 1993       |
|             | وكالة ضمان الاستثمار متعدد الأطراف | 19 سبتمبر 1989      | 19 مارس 1993         |
|             | مؤسسة التنمية الدولية              | 19 سبتمبر 1989      | 25 فبراير 1993       |
|             | مؤسسة التمويل الدولية              | 19 سبتمبر 1989      | 25 فبراير 1993       |
|             | الاتحاد البريدي العالمي            | ?                   | ?                    |

## وصلات خارجية
- موقع وزارة الخارجية الأنغولية
- موقع وزارة الخارجية الكرواتية